# Huyện Gopalganj
Gopalganj là một huyện thuộc division Dhaka, Bangladesh. Huyện này có diện tích 1490 km², dân số năm 2002 là 1132046 người, mật độ dân số là 760 người/km².